# Banjul
Banjul este capitala statului Gambia.
Orașul este situat pe insula St. Mary, locul în care apele fluviului Gambia se îngână cu cele ale Oceanului Atlantic. Populația intramuros a orașului este de 34.828 de locuitori, iar împreună cu zona metropolitană ajunge să depășească 300.000 de locuitori.

## Galerie de imagini

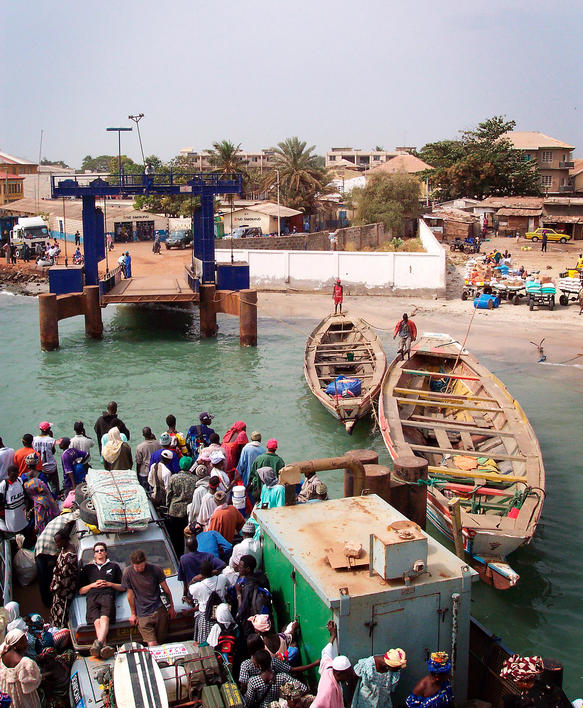
Feribot
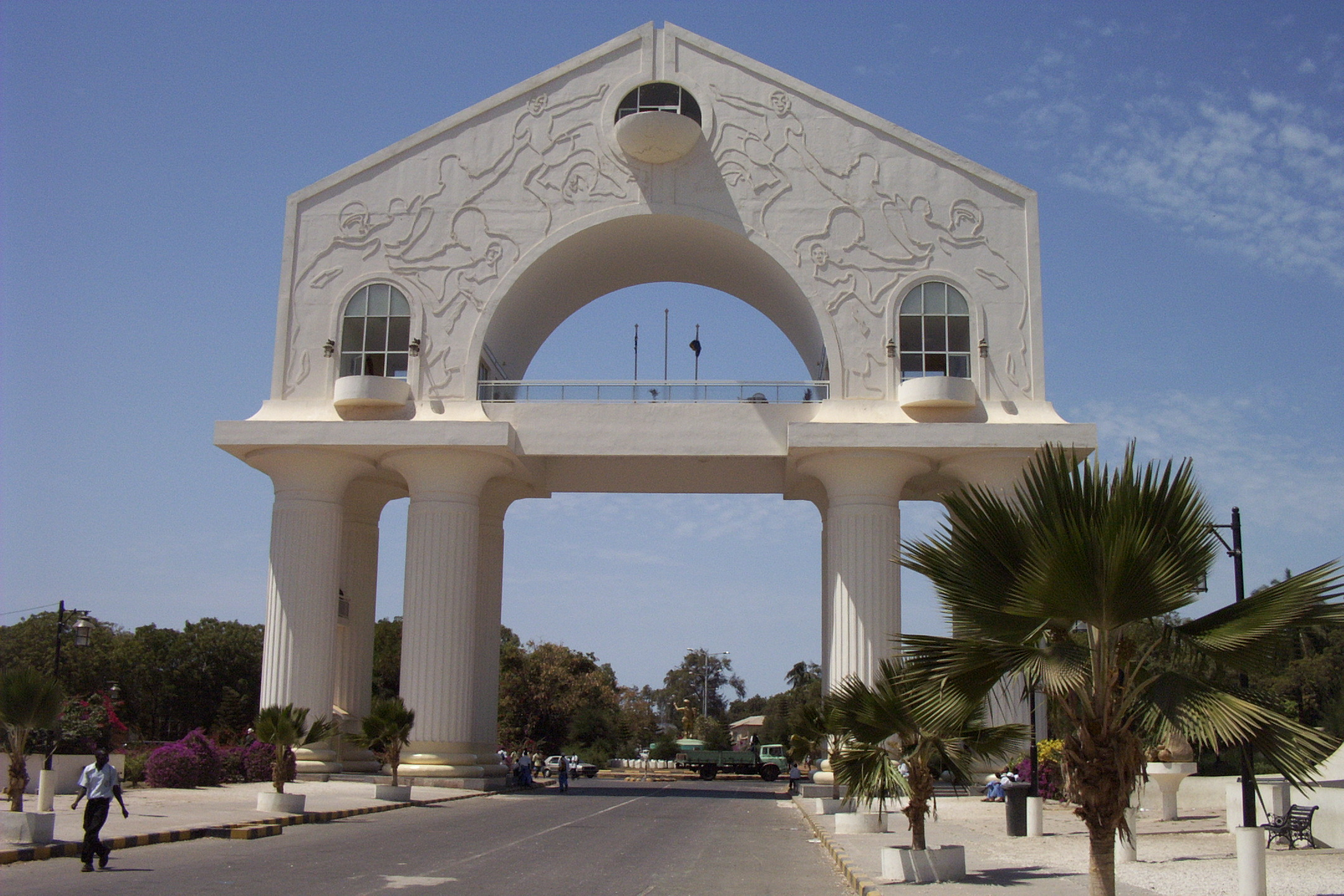
Arcul de triumf